# 代西亚
代西亚（法語：Dessia，法語發音：[desja]）是法国汝拉省的一个旧市镇，位于该省南部，属于隆斯勒索涅。2017年1月1日，代西亚和相邻的另外两个市镇合并为新市镇蒙兰西亚（Montlainsia）。

## 地理
代西亚（46°23'6"N, 5°30'5"E）面积4.64 平方千米，位于法国勃艮第-弗朗什-孔泰大區汝拉省，该省份为法国东部内陆省份，北起上索恩省，西北接科多尔省，西临索恩-卢瓦尔省，南至安省，东与杜省和瑞士接壤。
与代西亚接壤的市镇（或旧市镇、城区）包括：瓦卢斯河畔瓦尔凡、德拉姆莱、兰村。

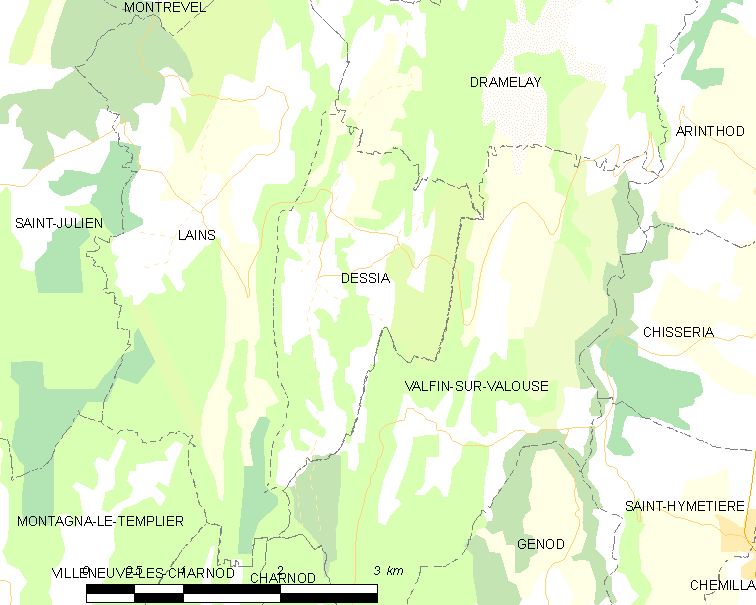
代西亚的OSM定位图

代西亚的时区为UTC+01:00、UTC+02:00（夏令时）。

## 行政
代西亚的邮政编码为39320，INSEE市镇编码为39195。

## 政治
代西亚所属的省级选区为圣阿穆尔县。

## 人口

1962-2008年间代西亚人口变化图示

代西亚于2018年1月1日时的人口数量为66人。